# Habitação subsidiada
A habitação subsidiada é um subsídio que visa aliviar os custos e as despesas com a habitação de pessoas empobrecidas com rendimentos baixos a moderados. Nos Estados Unidos, a habitação subsidiada é frequentemente chamada de "habitação acessível". As formas de subsídio incluem subsídios diretos para habitação, habitação sem fins lucrativos, habitação pública, suplementos/vouchers de arrendamento e algumas formas de habitação cooperativa e do setor privado. Aumentar o acesso à habitação contribui, geralmente, para a redução das taxas de pobreza.

## Tipos
Os subsídios para habitação são programas de assistência financeira financiados pelo governo, concebidos para mitigar os custos de habitação para inquilinos com baixos rendimentos. Os subsídios podem ser fornecidos sob a forma de vales para habitação concedidos aos inquilinos como, por exemplo, nos EUA, a Secção 8 da Lei da Habitação de 1937 (Section 8 of the Housing Act of 1937), ou através de depósitos directos aos proprietários com contratos governamentais para fornecer habitação acessível.

### Dedução de juros de hipotecas residenciais
O maior subsídio à habitação nos EUA é a dedução de juros de hipotecas residenciais, que permite aos proprietários com hipotecas de primeira, segunda habitação e até mesmo barcos com casa de banho reduzir os seus impostos devidos. O custo para o governo federal com as deduções de juros hipotecários em 2018 foi de aproximadamente 25 mil milhões de dólares, abaixo dos 60 mil milhões de dólares de 2017, como resultado da Lei de Cortes de Impostos e Emprego (Tax Cuts and Jobs Act) de 2017. Alguns Estados também têm a cláusula de dedução de juros de hipoteca. A maior parte da dedução de juros de hipoteca residencial vai para os 5% com maior rendimento nos Estados Unidos.

### Subsídios de arrendamento (aluguer)
Alguns subsídios habitacionais são fornecidos a inquilinos de baixos rendimentos que arrendam casas. Isto inclui ajudas de custo, suplementos de habitação e suplementos de habitação de governos regionais e municípios, concebidos para ajudar as famílias de baixos rendimentos que gastam grande parte do seu rendimento em rendas, como o programa Suplemento para a Prevenção de Despejo Familiar (Family Eviction Prevention Supplement) da cidade de Nova Iorque. Os subsídios são frequentemente definidos pelo facto de o subsídio ser concedido ao proprietário e depois serem definidos os critérios para os inquilinos para os quais o imóvel pode ser arrendado, ou pelo facto de o subsídio ser concedido ao inquilino, normalmente sob a forma de um voucher, permitindo-lhe encontrar uma habitação privada adequada. O valor do subsídio é normalmente baseado no rendimento do inquilino, geralmente a diferença entre a renda e 30% do rendimento bruto do inquilino, mas têm sido utilizadas outras fórmulas.
De acordo com um estudo de 2018, os grandes cortes nos subsídios de arrendamento às famílias pobres no Reino Unido levaram à redução dos preços dos imóveis.
Em casos raros, uma instituição financeira ou organização sem fins lucrativos concede empréstimos à habitação a taxas que não são rentáveis para benefício de um grupo específico. No Canadá, uma dessas organizações é a Non-Profit Housing Subsidies Canada, que oferece empréstimos hipotecários subsidiados a funcionários e voluntários de outras organizações sem fins lucrativos.
Os suplementos de renda são subsídios pagos pelo governo a proprietários privados que aceitam inquilinos de baixos rendimentos. Os suplementos compõem a diferença entre o "preço de mercado" da renda e o valor da renda paga pelos inquilinos, por exemplo, 30% do rendimento dos inquilinos. Um exemplo notável de um suplemento de renda nos Estados Unidos é a Secção 8 da Lei da Habitação de 1937 (Section 8 of the Housing Act of 1937).
Algumas Cooperativas de Habitação são consideradas habitações subsidiadas porque recebem financiamento governamental para apoiar um programa de rendas ajustadas ao rendimento para residentes com baixos rendimentos. Além de fornecerem habitação acessível, algumas cooperativas atendem às necessidades de comunidades específicas, incluindo idosos, artistas e pessoas com deficiência.

## Leituras adicionais
- Koebel, C. Theodore, and Bailey, Cara L., "State Policies and Programs to Preserve Federally Assisted Low-Income Housing", Housing Policy Debate], v.3, issue 4, 1992, Office of Housing Policy Research, Fannie Mae, Washington, D.C.
- Koebel, C. Theodore, Shelter and Society: Theory, Research, and Policy for Nonprofit Housing, SUNY Press, 1998. ISBN 0-7914-3789-2
- Minford, Patrick; Ashton, Paul; Peel, Michael; The Housing Morass: regulation, immobility & unemployment, Institute of Economic Affairs, 1987, ISBN 978-0255361989.
- Minford, Patrick; Ashton, Paul; Peel, Michael; "The Effects of Housing Distortions on Unemployment", Oxford Economic Papers, New Series, Vol. 40, No. 2 (June 1988), pp. 322–345, Oxford University Press. The authors study the effect of rent subsidies in England on mobility and unemployment.
- UK Housing Review, University of York, England.